# John Mauceri
John Mauceri (New York, 12 settembre 1945) è un direttore d'orchestra, doppiatore e compositore statunitense.

## Biografia
Ha studiato Teoria musicale e Composizione (musica) nella Yale University ricevendo un Master of Philosophy in teoria musicale nel 1972.
Inoltre ha studiato religione con Jaroslav Pelikan.
Nel 1973 dirige la Los Angeles Philharmonic Orchestra e The Saint of Bleecker Street di Menotti al Wolf Trap National Park for the Performing Arts.
Nel 1974 dirige Candide (Bernstein) al Broadway theatre per Harold Prince.
Nel 1976 debutta al Metropolitan Opera House di New York dirigendo Fidelio con Gwyneth Jones, Jess Thomas e Judith Blegen ed alla Scottish Opera dirigendo Otello (Verdi).
Nel 1979 a San Diego dirige Manon Lescaut.
Nel 1982 dirige Candide al Lincoln Center for the Performing Arts e nel 1983 dirige On Your Toes di Richard Rodgers al Kennedy Center di Washington ed a New York.
Nel 1984 dirige la prima assoluta di A Quiet Place/Trouble in Tahiti di Leonard Bernstein al Teatro alla Scala di Milano e La bohème con Thomas Allen, José Carreras e John Tomlinson al Royal Opera House, Covent Garden di Londra.
Nel 1985 dirige Turandot con Éva Marton, Nicola Martinucci ed Adriana Maliponte alla Scala, Rigoletto con Cecilia Gasdia e Lando Bartolini allo Sferisterio di Macerata, Song and Dance di Andrew Lloyd Webber con Bernadette Peters a New York e La fanciulla del West con Mara Zampieri e Martinucci a Londra.
Nel 1986 per il Metropolitan dirige Romeo e Giulietta (Gounod) con Paul Plishka ed all'Opera di Chicago La bohème.
Dal 1986 al 1992 è stato il Direttore Musicale della Scottish Opera, dal 1991 al 2006 il direttore principale della Hollywood Bowl Orchestra e dal 2000 al 2006 direttore musicale dell'Opera di Pittsburgh.
Nel 1995 al Teatro Regio di Torino dirige Street Scene di Kurt Weill, nel 1996 a Torino Carmen (opera) con Nuccia Focile e Sergej Larin ed al Grand Théâtre di Ginevra Turandot con Giovanna Casolla, nel 1999 a Chemnitz Der Weg der Verheissung di Weill, nel 2001 Show Boat (musical) in concerto a Los Angeles, nel 2003 a Chicago Regina di Marc Blitzstein con Catherine Malfitano e nel 2008 a Chicago Les pêcheurs de perles.
Nel 2010 a Bilbao dirige Susannah di Carlisle Floyd e nel Washington National Opera Porgy and Bess. 
Ancora a Bilbao nel 2013 dirige Les vêpres siciliennes con Gregory Kunde e nel 2014 Turandot con Marcello Giordani.

## CD
- Bernstein: Candide - New York City Opera Chorus and Orchestra, 1986 Anthology - Grammy Award for Best Opera Recording 1987
- Gershwin: Porgy & Bess - Alvy Powell/John Mauceri/Marquita Lister/The Nashville Symphony Orchestra, 2006 Decca
- Korngold: Das Wunder der Heliane - Berliner Rundfunkchor/John Mauceri/Nicolai Gedda/Rundfunk-Sinfonieorchester Berlin/René Pape, 1993 Decca
- Korngold: Between Two Worlds, Symphonic Serenade, Theme & Variations - Radio-Symphonie-Orchester Berlin/John Mauceri, 1995 Decca
- Korngold, Weill, Krenek: Violin Concertos - Chantal Juillet/Radio-Symphonie-Orchester Berlin/John Mauceri, 1996 Decca
- Rimsky-Korsakov: Scheherazade - John Mauceri/London Symphony Orchestra, 2005 LSO
- Schoenberg In Hollywood - Radio-Symphonie-Orchester Berlin/John Mauceri, 1991 Decca
- Schulhoff: Flammen - Deutsches Symphonie Orchester Berlin/John Mauceri/Jane Eaglen, 1995 Decca
- Weill, Opera da tre soldi - Mauceri/Lemper/Kollo/Milva, 1988 Decca
- Weill, Ute Lemper canta Weill vol. 1 - Mauceri/RIAS, 1988 Decca
- Barstow: Opera Finales - Josephine Barstow/Scottish Opera Orchestra & Chorus/John Mauceri, 1990 Decca
- Gheorghiu: Arias - Angela Gheorghiu/John Mauceri/Orchestra del Teatro Regio di Torino, 1996 Decca
- Lemper, Ute Lemper canta Weill vol. 1 e 2/Berlin Cabaret songs - Mauceri/RIAS/Ziegler/Matrix, 1988/1992 Decca
- The King And I - John Mauceri/Hollywood Bowl Orchestra, 1992 Decca
- Star Wars - The Sound of Hollywood - John Mauceri/Hollywood Bowl Orchestra, 1999 Philips
- Hollywood in Love - Romantic Movie Memories - Hollywood Bowl Orchestra/John Mauceri, 1996 Decca
- Heatwave - Lupone Sings Irving Berlin - John Mauceri/Hollywood Bowl Orchestra/Patti LuPone, 1995 Decca
- Prelude to a Kiss: The Duke Ellington Album - Dee Dee Bridgewater/Hollywood Bowl Orchestra/John Mauceri, 1996 Universal
- The Hollywood Bowl On Broadway - John Mauceri/Hollywood Bowl Orchestra, 1996 Decca
- Songs Of The Earth - John Mauceri/Hollywood Bowl Orchestra, 1994 Decca
- The Great Waltz - Hollywood Bowl Orchestra/John Mauceri, 1993 Decca
- The Gershwins in Hollywood - John Mauceri/Hollywood Bowl Orchestra, 1991 Decca
- Hollywood Dreams - John Mauceri/Hollywood Bowl Orchestra, 1991 Decca
- Hollywood Nightmares - John Mauceri/Hollywood Bowl Orchestra, 1994 Decca
- American Classics - John Mauceri/Hollywood Bowl Orchestra, 1993 Decca
- Journey To the Stars: A Sci Fi Fantasy Adventure - John Mauceri/Hollywood Bowl Orchestra, 1995 Decca